# 9 juli
9 juli is de 190ste dag van het jaar (191ste dag in een schrikkeljaar) in de gregoriaanse kalender. Hierna volgen nog 175 dagen tot het einde van het jaar.

## Gebeurtenissen
- Algemeen
  - 1982 - Een Boeing 727, Pan Am vlucht 759, stort neer in Kenner (Louisiana). Alle 145 inzittenden en acht mensen op de grond komen om het leven.[1]
  - 1982 - Coca-Cola introduceert Cola Light.
  - 1990 - Er breekt brand uit aan boord van de Noorse supertanker Mega Borg, die vastliep in de Golf van Mexico. Het schip verliest een deel van zijn vracht die bestaat uit 244 miljoen liter olie.
  - 1999 - Studentenbetoging in Iran. Enkele tienduizenden studenten betogen in Teheran, en in een tiental andere steden van Iran. Ze werden brutaal aangevallen door de veiligheidsdienst van Iran. Betogers werden doodgeschoten, duizenden betogers werden gevangengenomen, velen onder hen zitten nog in de gevangenis, sommige zijn ofwel vrijgelaten, ofwel geëxecuteerd.
  - 2006 - In Irkoetsk, in Rusland, stort S7 Airlines-vlucht 778 neer. Er vallen 125 slachtoffers, waaronder ook westerlingen.[2]
  - 2011 - Soedan splitst zich op in Noord-Soedan en Zuid-Soedan.

- Economie
  - 1945 - De Nederlandse minister van financiën, Piet Lieftinck, stelt de geldzuivering in: vóór 14 juli moeten alle bankbiljetten van 100 gulden worden ingeleverd.

- Kunst en cultuur
  - 1990 - De Henriette Roland Holstprijs gaat naar Wim de Bie voor zijn boek Schoftentuig.

- Oorlog
  - 1942 - Negen leden van de verzetsgroep De Oranjewacht, samen met de groep Geuzen van Bernard IJzerdraat uit Schiedam de eerste Nederlandse verzetsgroep worden gefusilleerd door de Duitsers in Fort bij Rijnauwen bij Bunnik. Onder de doden is de oprichter van de groep, Piet Hoefsloot.
  - 1943 - Amerikaanse, Canadese en Britse troepen voeren een invasie uit op het Italiaanse eiland Sicilië.

- Politiek
  - 455 - Avitus wordt in Toulouse door de Visigoten onder het bewind van koning Theodorik II, en met steun van de Gallo Romeinse senatoren tot keizer van het West-Romeinse Rijk uitgeroepen.
  - 1540 - Koning Hendrik VIII van Engeland laat zijn huwelijk met zijn vierde vrouw, Anna van Kleef, nietig verklaren.
  - 1816 - Argentinië verklaart zich onafhankelijk van Spanje.
  - 1850 - President Zachary Taylor overlijdt, en Millard Fillmore wordt de 13de President van de Verenigde Staten.
  - 1960 - Sovjet-leider Nikita Chroetsjov dreigt de Verenigde Staten met een raketaanval als het communistische bewind op Cuba wordt aangevallen.
  - 1985 - De in Zuid-Afrika gevangengenomen Nederlandse anti-apartheidsactivist Klaas de Jonge weet te ontsnappen naar de Nederlandse ambassade in Pretoria. Vrijwel meteen wordt hij daar weer door de Zuid-Afrikaanse politie weggesleept wat de aanleiding is voor een diplomatieke rel.
  - 2002 - Drieënvijftig Afrikaanse landen verenigen zich in een Afrikaanse Unie.
  - 2012 - President Hugo Chávez van Venezuela zegt dat hij genezen is van kanker.

- Religie
  - 1978 - Bisschopswijding van Henricus Bomers, Nederlands apostolisch vicaris van Gimma in Ethiopië.
  - 2015 - Paus Franciscus biedt bij zijn bezoek aan Bolivia excuses aan voor de wandaden van de Rooms-Katholieke Kerk tijdens de kolonisatie van Amerika en roept op tot een sociale beweging die het "nieuwe kolonialisme" zou vernietigen, dat ongelijkheid, materialisme en uitbuiting voedt.

- Sport
  - 1854 - In Franeker wordt voor het eerst de kaatswedstrijd PC gehouden.
  - 1917 - De Zweed John Zander verbetert in Stockholm het wereldrecord op de 2000 meter hardlopen. Zijn tijd is 5'31,0".
  - 1922 - Johnny Weissmuller zwemt als eerste mens onder de minuut op de 100 meter vrije slag; in Alameda brengt de latere filmster (Tarzan) het wereldrecord op 58,6. Het oude record (1.00,4) stond sinds 24 augustus 1920 op naam van zijn Amerikaanse landgenoot Duke Kahanamoku.
  - 1978 - Sovjet-atleet Boris Zajtsjoek scherpt in Moskou hetwereldrecord kogelslingeren (79,30 meter) aan tot 80,14 meter.
  - 1979 - Björn Borg lost Jimmy Connors voor de derde keer af als nummer één op de wereldranglijst der tennisprofessionals, ditmaal na zeven weken.
  - 1997 - Opening van het nieuwe voetbalstadion in de Oostenrijkse stad Graz, de UPC Arena.
  - 2005 - Tourdebutant Pieter Weening wint de achtste etappe in de Ronde van Frankrijk 2005
  - 2006 - In de finale van het WK voetbal in Duitsland wint Italië van Frankrijk na strafschoppen (5-3).
  - 2016 - Anouk Vetter wint voor het eerst de Zevenkamp tijdens de Europese kampioenschappen atletiek 2016 in Amsterdam.
  - 2023 - De Nederlandse wielrenster Annemiek van Vleuten wint voor de vierde keer de Giro Donne, de Ronde van Italië voor vrouwen.[3]

- Wetenschap en technologie
  - 1595 - Het Mysterium Cosmographicum van Johannes Kepler wordt gepubliceerd.
  - 1979 - Het Voyager 2 ruimtevaartuig van NASA nadert Jupiter tot op 570.000 km van de wolkentoppen van de planeet.[4]
  - 2023 - Lancering met een Lange Mars 2C raket van China Aerospace Science Corporation (CASC) vanaf lanceerbasis Jiuquan SLS-2 van de 2 x SatNet test satellites missie. De satellieten worden officieel omschreven als 'Satelliet-Internet Technologie Demonstratie satellieten'.[5]

## Geboren

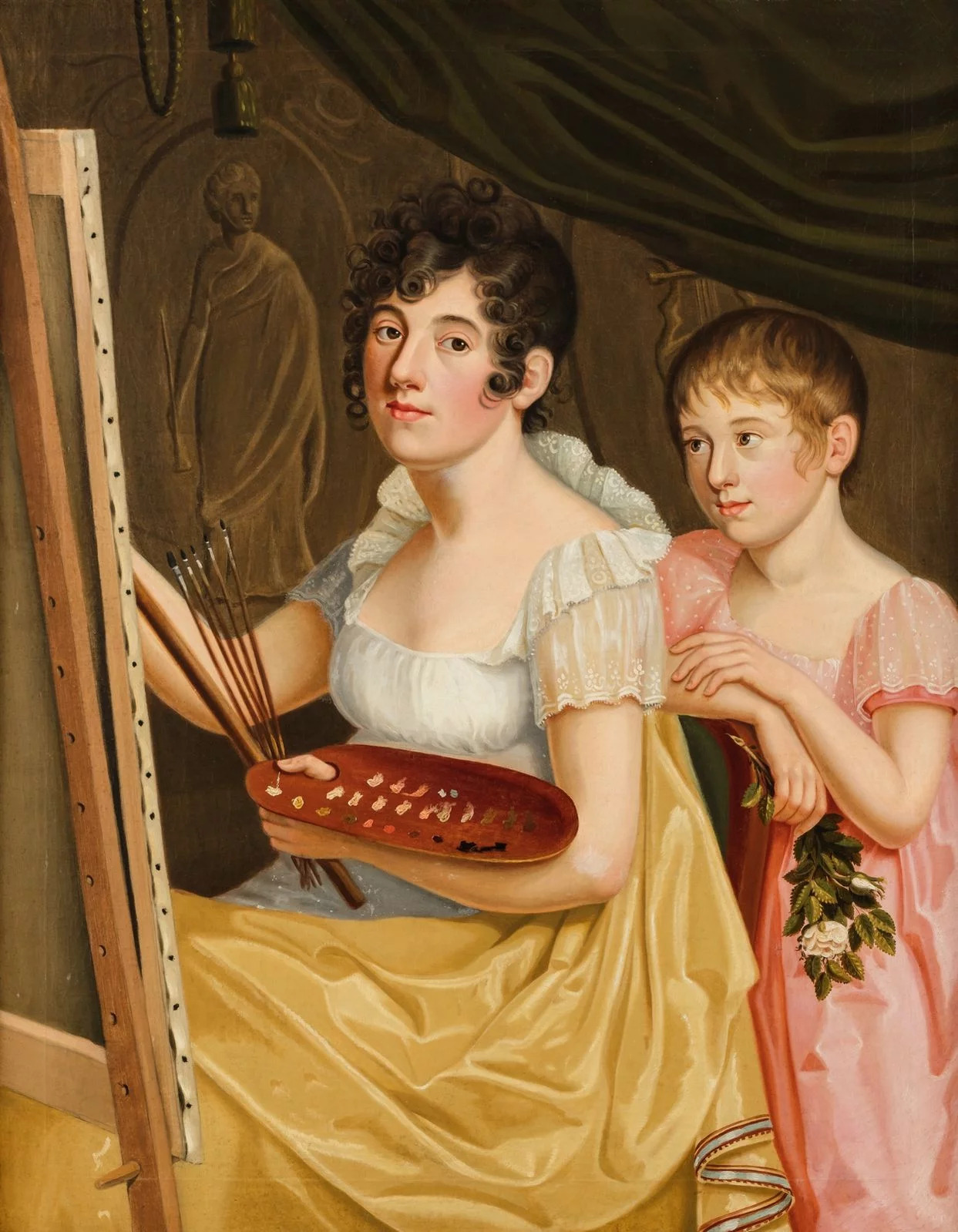
Johanna Schopenhauer
geboren in 1766

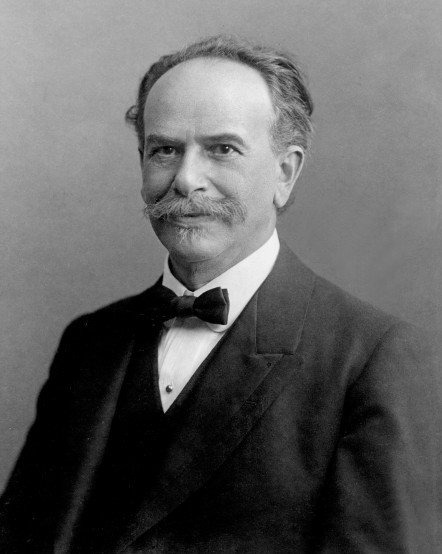
Franz Boas
geboren in 1858

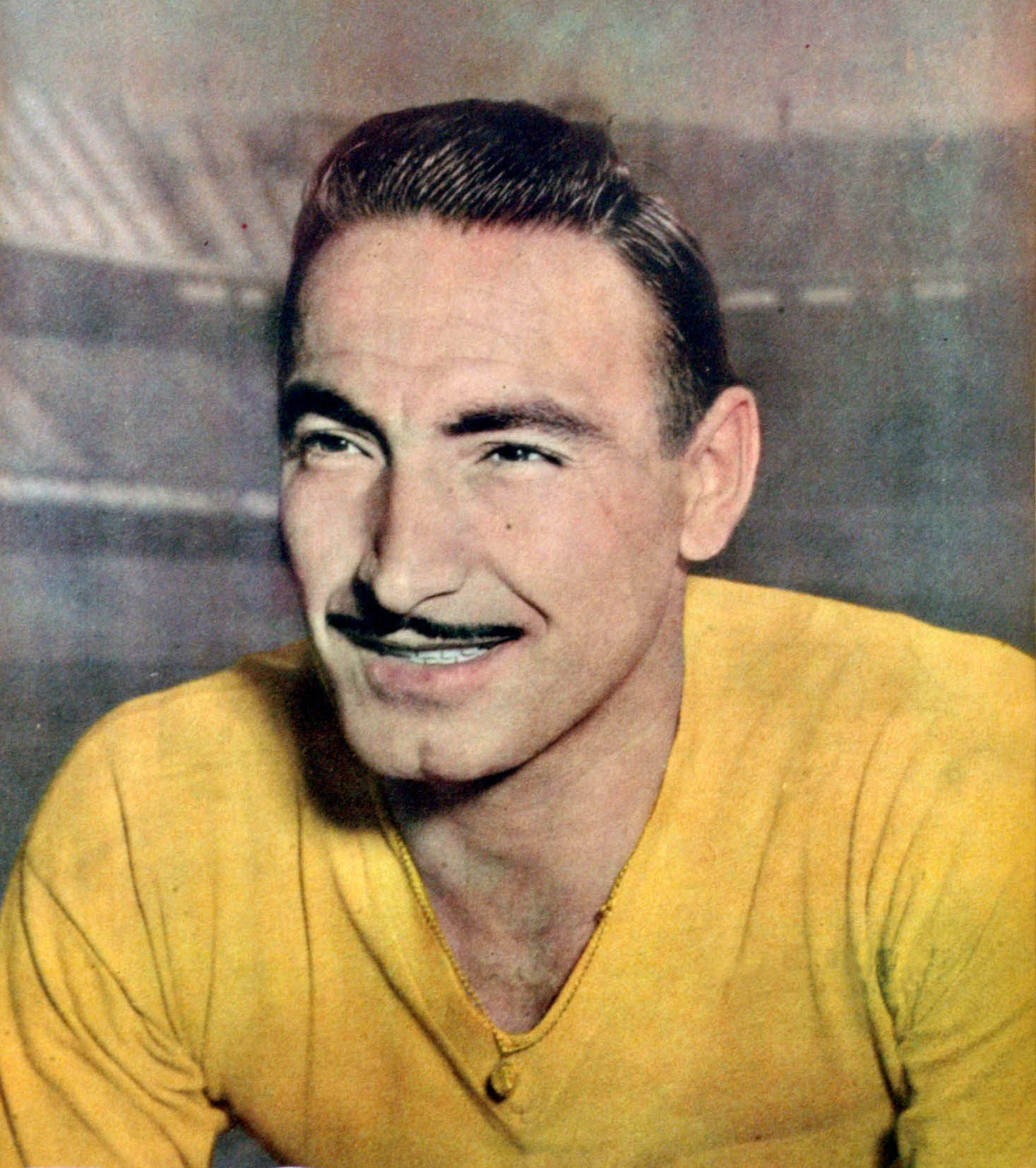
Julio Musimessi
geboren in 1924

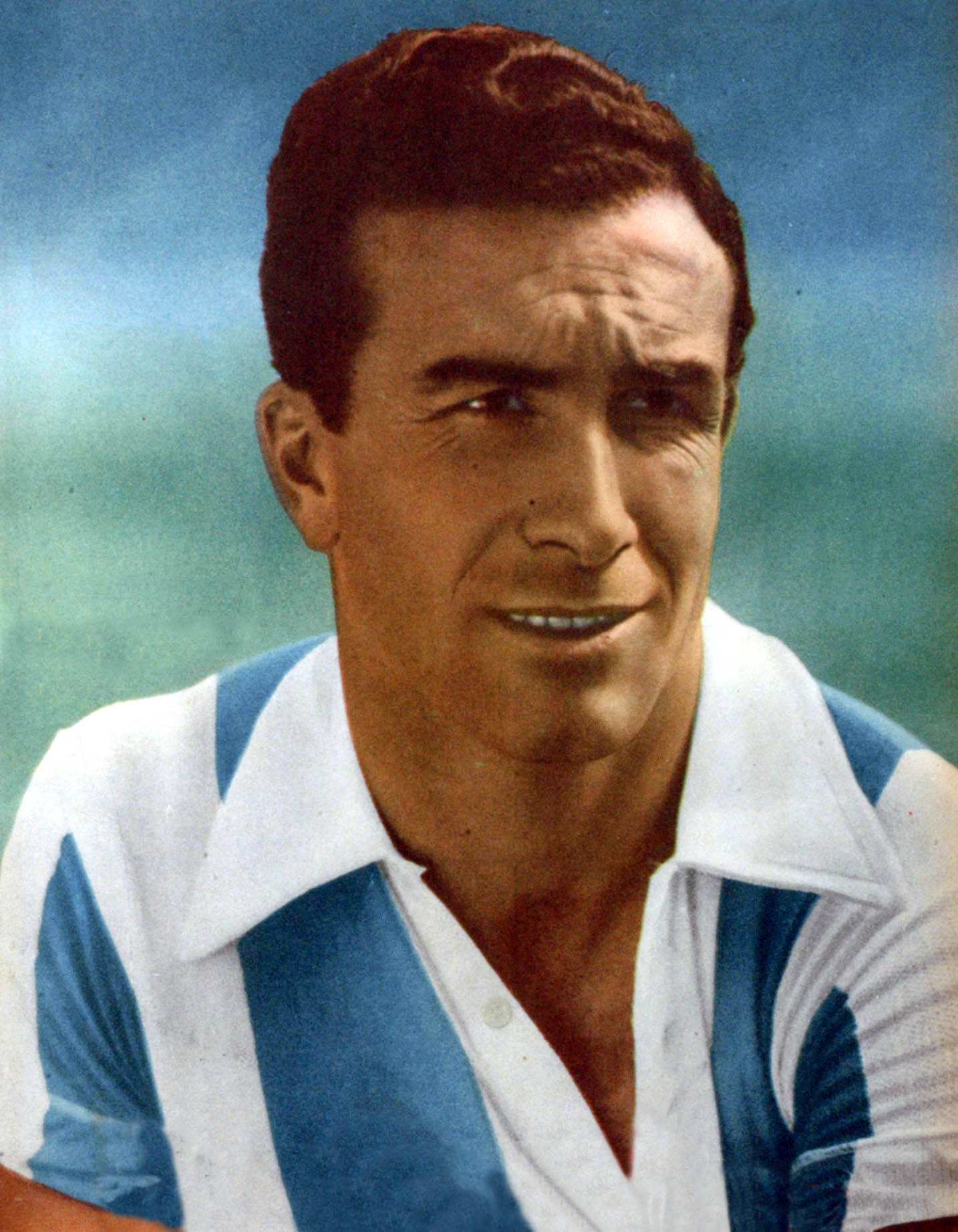
Pedro Dellacha
geboren in 1926

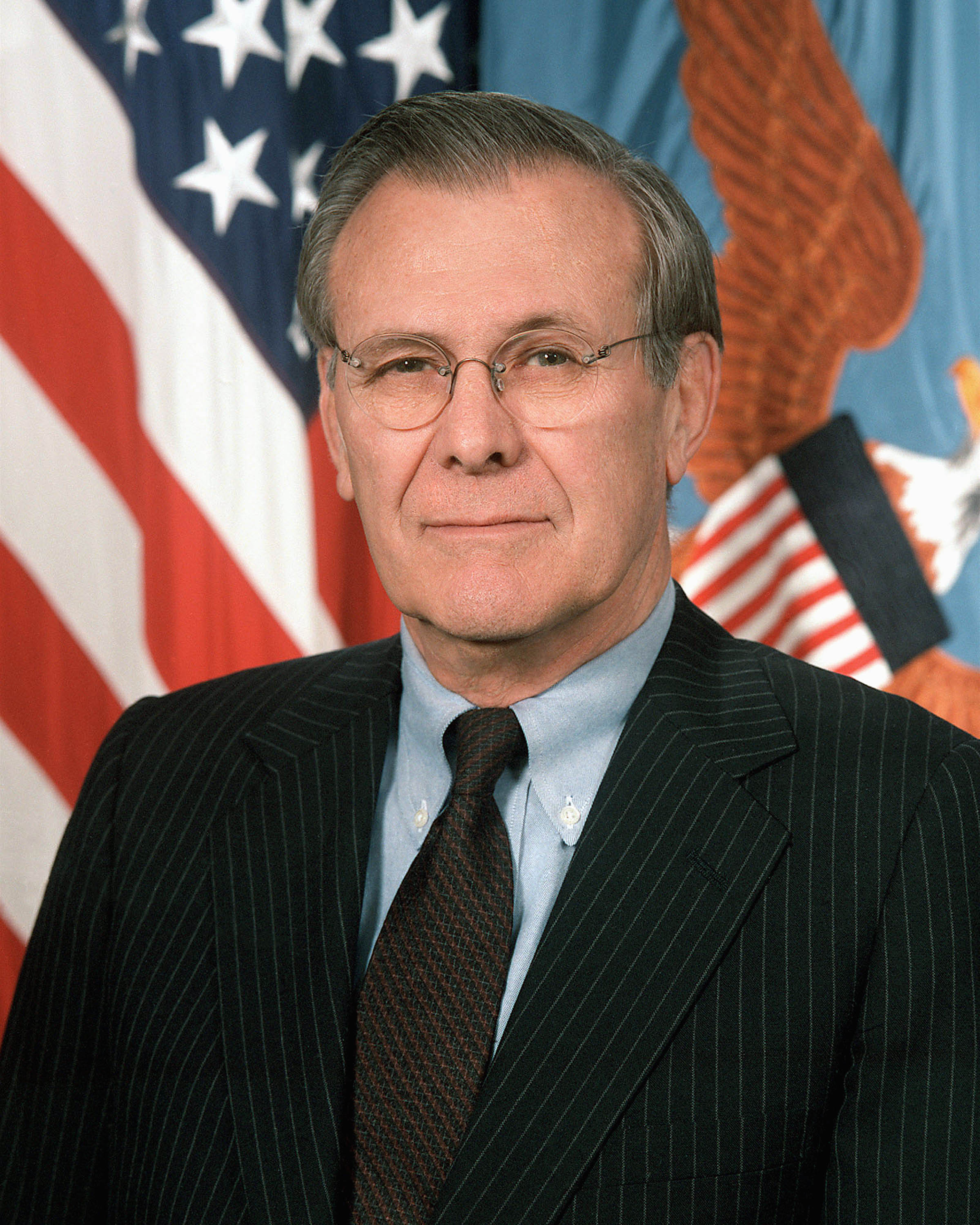
Donald Rumsfeld
geboren in 1932

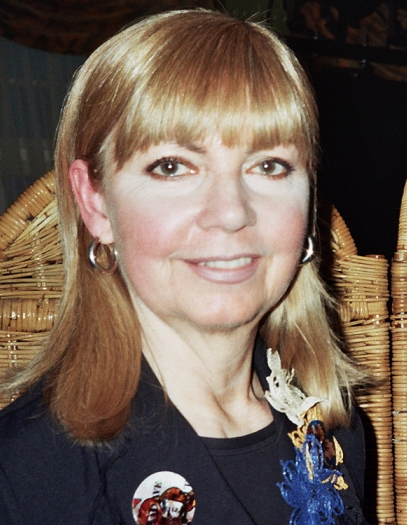
Jerney Kaagman
geboren in 1947

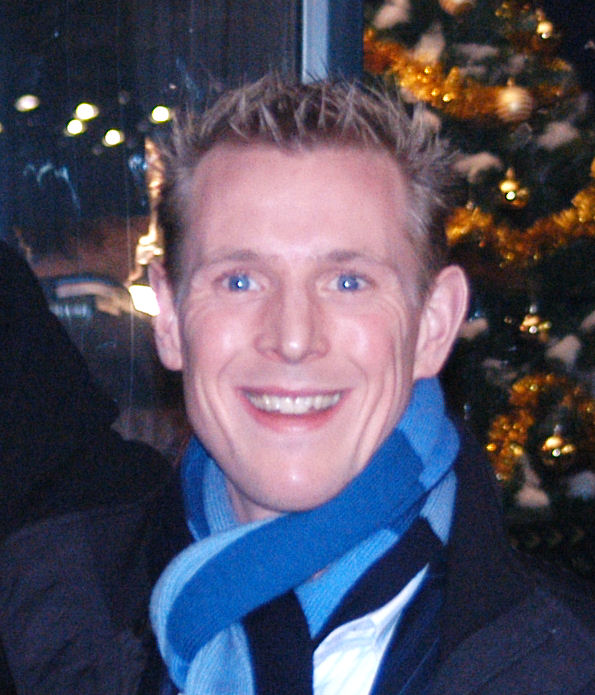
Jochem Uytdehaage
geboren in 1976

- 1578 - Ferdinand II, keizer van het Heilige Roomse Rijk (overleden 1637)
- 1595 - Anna Amalia van Baden-Durlach, regentes van Nassau-Saarbrücken (overleden 1651)
- 1764 - Ann Radcliffe, Engels schrijfster van gothic novels (overleden 1823)
- 1766 - Johanna Schopenhauer, Duits schrijfster (overleden 1838)
- 1819 - Elias Howe, Amerikaans uitvinder van de naaimachine (overleden 1867)
- 1819 - Petrus Marius Molijn, Nederlands kunstschilder, etser en lithograaf (overleden 1849)
- 1848 - Robert I, hertog van Parma (overleden 1907)
- 1858 - Franz Boas, Amerikaans antropoloog (overleden 1942)
- 1868 - Gustav Noske, Duits politicus (overleden 1946)
- 1879 - Ottorino Respighi, Italiaans componist (overleden 1936)
- 1881 - Richard Hageman, Nederlands-Amerikaans componist en muzikant (overleden 1966)
- 1888 - Arthur Prévost, Belgisch componist en dirigent (overleden 1967)
- 1896 - Maria Gomes Valentim, bij leven oudste vrouw ter wereld ( overleden 2011)
- 1898 - Gerard Walschap, Belgisch auteur (overleden 1989)
- 1901 - Barbara Cartland, Brits schrijfster (overleden 2000)
- 1901 - Jester Hairston, Amerikaans koordirigent, componist en acteur (overleden 2000)
- 1902 - Jutta Balk, Lets-Duits kunstenaar en poppenmaker (overleden 1987)
- 1903 - René Höppener, Nederlands politicus (overleden 1982)
- 1909 - Gerard van Krevelen, Nederlands pianist en orkestleider (overleden 1980)
- 1911 - John Wheeler, Amerikaans natuurkundige (overleden 2008)
- 1914 - Willi Stoph, Oost-Duits politicus (overleden 1999)
- 1915 - Huub Lauwers, Nederlands geheim agent (overleden 2004)
- 1916 - Edward Heath, Brits conservatief politicus (overleden 2005)
- 1918 - Nicolaas Govert de Bruijn, Nederlands wiskundige (overleden 2012)
- 1920 - Jacques Gubbels, Nederlands burgemeester (overleden 2019)
- 1921 - Ruby Lake-Richards, Antiguaans arts en universitair docent (overleden 2023)
- 1922 - Kathleen Booth, Brits informatica (overleden 2022)
- 1922 - Tonny Huurdeman, Nederlands actrice (overleden 1991)
- 1923 - Octávio Sérgio da Costa Moraes (Octávio), Braziliaans voetballer (overleden 2009)
- 1923 - Joke Folmer, Nederlands verzetsstrijdster (overleden 2022)
- 1924 - Julio Musimessi, Argentijns voetballer (overleden 1997)
- 1925 - Peter Ludwig, Duits industrieel en kunstverzamelaar (overleden 1996)
- 1926 - Pedro Dellacha, Argentijns voetballer (overleden 2010)
- 1926 - Ben Mottelson, Deens-Amerikaans natuurkundige en Nobelprijswinnaar (overleden 2022)
- 1928 - Federico Bahamontes, Spaans wielrenner (overleden 2023)
- 1929 - Koning Hassan II van Marokko (overleden 1999)
- 1929 - Lee Hazlewood, Amerikaans countryzanger, tekstschrijver en muziekproducent (overleden 2007)
- 1932 - Donald Rumsfeld, Amerikaans politicus (overleden 2021)
- 1933 - Oliver Sacks, Brits neuroloog (overleden 2015)
- 1934 - Michael Graves, Amerikaans architect en designer (overleden 2015)
- 1934 - Pieter Seuren, Nederlands taalkundige (overleden 2021)
- 1935 - Wim Duisenberg, Nederlands econoom, politicus en bankier (eerste president van de Europese Centrale Bank) (overleden 2005)
- 1935 - Mercedes Sosa, Argentijns zangeres (overleden 2009)
- 1936 - Floyd Abrams, Amerikaans advocaat
- 1937 - David Hockney, Brits kunstschilder
- 1937 - Josef Vacenovský, Tsjechisch voetballer (overleden 2023)
- 1938 - Brian Dennehy, Amerikaans acteur (overleden 2020)
- 1939 - Paul-Henry Gendebien, Belgisch politicus (overleden 2024)
- 1939 - Aad Klaris, Nederlands muzikant, zanger, liedjesschrijver en muziekproducent (overleden 2025)
- 1939 - Simone Kramer, Nederlands kinder- en jeugdboekenschrijfster (overleden 2023)
- 1939 - Domingo Siazon jr., Filipijns diplomaat en minister (overleden 2016)
- 1939 - Piet Vroon, Nederlands psycholoog, hoogleraar en auteur (overleden 1998)
- 1940 - Wolfgang Glaeser, Oost-Duits politicus (overleden 2020)
- 1941 - Takehide Nakatani, Japans judoka
- 1941 - Yosef Shiloach, Israëlisch acteur (overleden 2011)
- 1942 - Robert L. Morris, Amerikaans psycholoog (overleden 2004)
- 1942 - Richard Roundtree, Amerikaans filmacteur (overleden 2023)
- 1945 - Dean Koontz, Amerikaans auteur van horror-verhalen
- 1945 - Faina Melnik, Sovjet-Russisch-Oekraïens atlete (overleden 2016)
- 1945 - Erik van der Wurff, Nederlands pianist en componist (overleden 2014)
- 1946 - Bon Scott, Schots zanger in de rock-groep AC/DC (overleden 1980)
- 1947 - Jerney Kaagman, Nederlands zangeres en jurylid Idols
- 1947 - Mitch Mitchell, Brits drummer (overleden 2008)
- 1947 - O.J. Simpson, Amerikaans football-speler en acteur (overleden 2024)
- 1950 - Viktor Janoekovytsj, Oekraïens politicus
- 1951 - Chris Cooper, Amerikaans acteur
- 1951 - Johan Verbeke, Ambassadeur, Permanent Vertegenwoordiger van België bij de Verenigde Naties
- 1951 - Max van Weezel, Nederlands journalist (overleden 2019)
- 1952 - Andrej Jeliazkov, Bulgaars voetballer
- 1954 - Théophile Abega, Kameroens voetballer (overleden 2012)
- 1954 - Renée de Haan, Nederlands zangeres (overleden 2016)
- 1954 - Torbjörn Nilsson, Zweeds voetballer en voetbaltrainer
- 1954 - Debbie Sledge, Amerikaans zangeres
- 1955 - Lisa Banes, Amerikaans actrice (overleden 2021)
- 1955 - Alexandra Colen, Belgisch politicus
- 1955 - Steve Coppell, Engels voetballer en voetbalcoach
- 1955 - Jimmy Smits, Amerikaans acteur
- 1956 - Tom Hanks, Amerikaans acteur
- 1956 - Xavier Yombandje, Centraal-Afrikaans rooms-katholiek bisschop
- 1957 - Marc Almond, Brits zanger
- 1957 - Roland Bombardella, Luxemburgs atleet
- 1957 - Kelly McGillis, Amerikaans actrice
- 1957 - Paul Merton, Brits komiek en schrijver
- 1959 - Jim Kerr, Brits zanger van de groep Simple Minds
- 1959 - D.H. Peligro, Amerikaans drummer (overleden 2022)
- 1960 - Rémi van der Elzen, Nederlands televisiepresentatrice
- 1960 - Linda Milo, Belgisch atlete
- 1962 - Steven Avery, Amerikaans crimineel
- 1962 - Jordan Belfort, Amerikaans effectenhandelaar, fraudeur en motivatiespreker
- 1962 - Aloyzas Kveinys, Litouws schaker (overleden 2018)
- 1962 - Coco de Meyere, Nederlands televisie-styliste (overleden 2011)
- 1963 - Fliura Bulatova, Italiaans tafeltennisster
- 1963 - Chris van Dam, Nederlands politicus
- 1963 - Coen van Zwol, Nederlands journalist
- 1964 - Paul Allaerts, Belgisch voetbalscheidsrechter
- 1964 - Tom van der Lee, Nederlands politicus en spindoctor
- 1964 - Courtney Love, Amerikaans zangeres en actrice
- 1964 - Gianluca Vialli, Italiaans voetballer en coach (overleden 2023)
- 1965 - Nadine Capellmann Duits amazone
- 1965 - Anthony Romero, Amerikaans mensenrechtenactivist
- 1965 - Joël Voordewind, Nederlands politicus
- 1966 - Heléna Barócsi, Hongaars atlete
- 1966 - Amélie Nothomb, Franstalig Belgisch schrijfster
- 1966 - Jonieke van Es, Nederlands kunsthistorica en conservator
- 1966 - Jon Schmidt, Amerikaans componist en pianist
- 1967 - Kevin Stott, Amerikaans voetbalscheidsrechter
- 1967 - Tó Cruz, Portugees zanger
- 1968 - Paolo Di Canio, Italiaans voetballer
- 1968 - Rob Urgert, Nederlands cabaretier en televisiepresentator
- 1969 - Volkert van der Graaf, Nederlands milieuactivist en moordenaar (moord op Pim Fortuyn)
- 1969 - Gert-Jan Segers, fractievoorzitter van de ChristenUnie
- 1972 - Anabel Gambero, Argentijns hockeyster
- 1974 - Dimitri Serdjoek, Oekraïens-Nederlands bokser
- 1975 - Shelton Benjamin, Amerikaans professioneel worstelaar
- 1975 - Květa Peschke, Tsjechisch tennisster
- 1975 - Ivaylo Petev, Bulgaars voetballer en voetbalcoach
- 1975 - Jack White, Amerikaans zanger-gitarist van The White Stripes
- 1976 - Pascal Briand, Frans schaatser
- 1976 - Emmanuelle Gagliardi, Zwitsers tennisster
- 1976 - Fred Savage, Amerikaans acteur
- 1976 - Jochem Uytdehaage, Nederlands schaatser
- 1977 - Arjan Moen, Nederlands darter
- 1978 - Kara Goucher, Amerikaans atlete
- 1978 - Natalie Saville, Australisch atlete
- 1980 - Brooke Krueger, Australisch atlete
- 1980 - Brock Miron, Canadees schaatser
- 1981 - Maurizio Oioli, Italiaans skeletonracer
- 1981 - Rutger Smith, Nederlands kogelstoter en discuswerper
- 1982 - Boštjan Cesar, Sloveens voetballer
- 1982 - Preben Van Hecke, Belgisch wielrenner
- 1983 - David Gillick, Iers atleet
- 1983 - Joelija Jasenok, Wit-Russisch schaatsster
- 1983 - Ben Saunders, Engels-Nederlands zanger
- 1983 - Catherine Van de Heyning, Belgisch juriste, docente en parketmagistrate
- 1984 - Olusoji Fasuba, Nigeriaans atleet
- 1984 - Vanessa Selbst, Amerikaans pokerspeler
- 1984 - Jessica Van Der Steen, Belgisch model
- 1985 - Paweł Korzeniowski, Pools zwemmer
- 1985 - Ashley Young, Engels voetballer
- 1986 - Suzanne Bakker, Nederlands voetbalster
- 1986 - Simon Dumont, Amerikaans freestyleskiër
- 1987 - Sihame El Kaouakibi, Belgisch politica, (sociaal) ondernemer en activiste voor rechten voor jongeren
- 1988 - Ervin Haxhi, Albanees wielrenner
- 1988 - Tim Hofman, Nederlands presentator en columnist
- 1988 - Raul Rusescu, Roemeens voetballer
- 1989 - Zeynep Sever, Miss België 2009
- 1990 - Abeba Aregawi, Zweeds-Ethiopisch atlete
- 1990 - Earl Bamber, Nieuw-Zeelands autocoureur
- 1990 - Kuba Giermaziak, Pools autocoureur
- 1991 - Clara Mae, Zweeds zangeres
- 1991 - Roberto La Rocca, Venezolaans autocoureur
- 1991 - Lisa Vitting, Duits zwemster
- 1992 - Douglas Booth, Brits acteur
- 1992 - Daniël de Jong, Nederlands autocoureur
- 1992 - Jeremy Pope, Amerikaans acteur
- 1994 - Luka Đorđević, Montenegrijns voetballer
- 1994 - Pepe Oriola, Spaans autocoureur
- 1995 - Georgie Henley, Brits actrice
- 1996 - Megan Nick, Amerikaans freestyleskiester
- 1997 - Léna Bühler, Zwitsers autocoureur
- 1997 - Hanna Ihedioha, Duits snowboardster
- 1998 - Hugo Lapalus, Frans langlaufer
- 1999 - Merel Bormans, Nederlands voetbalster
- 1999 - Sena Sakaguchi, Japans autocoureur
- 2000 - Kliment Kolesnikov, Russisch zwemmer
- 2002 - Amaury Cordeel, Belgisch autocoureur
- 2002 - Jette ter Horst, Duits voetbalster
- 2002 - Rasmus Søjberg Pedersen, Deens wielrenner
- 2010 - Luna Sabella, Nederlands zangeres en actrice

## Overleden

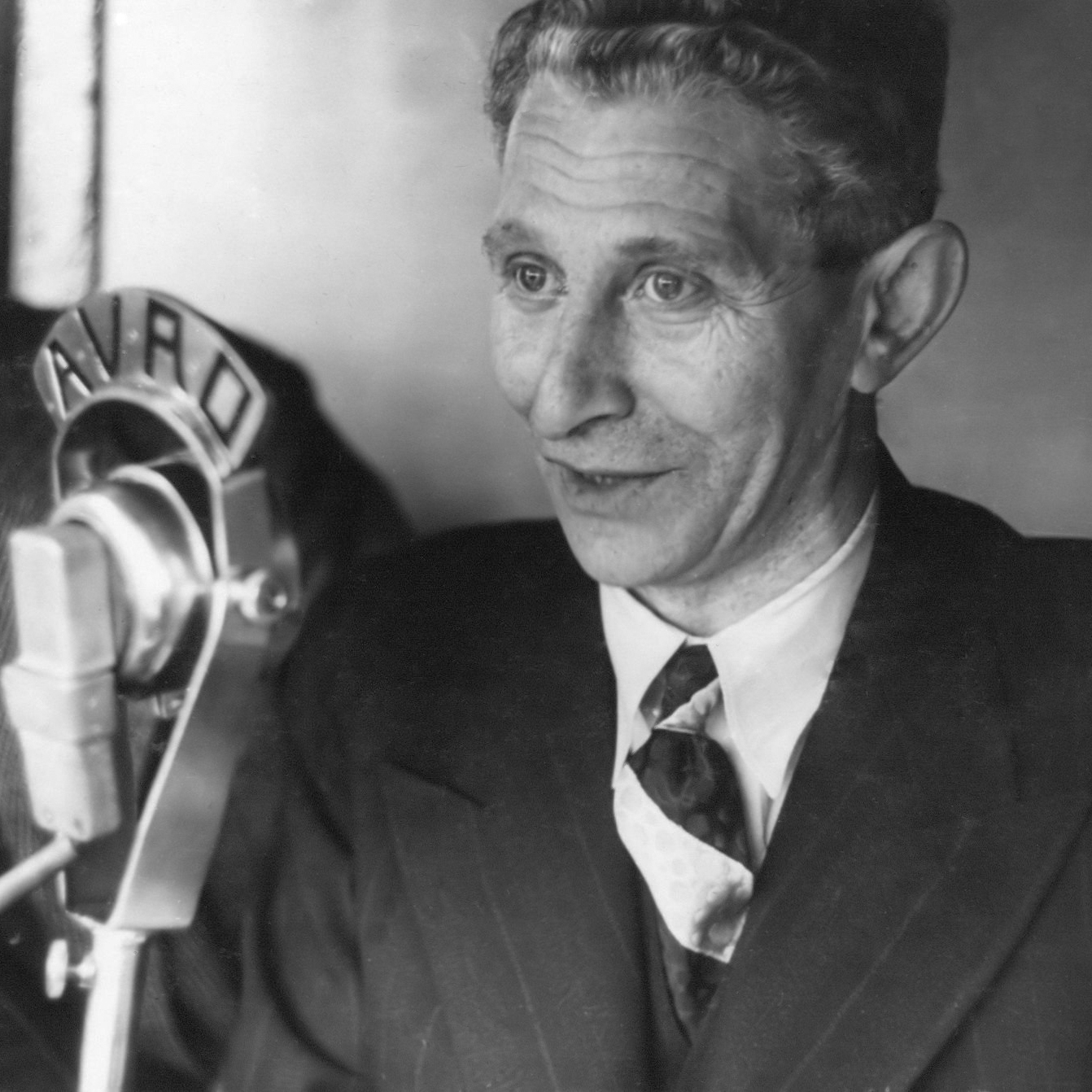
Han Hollander
overleden in 1943

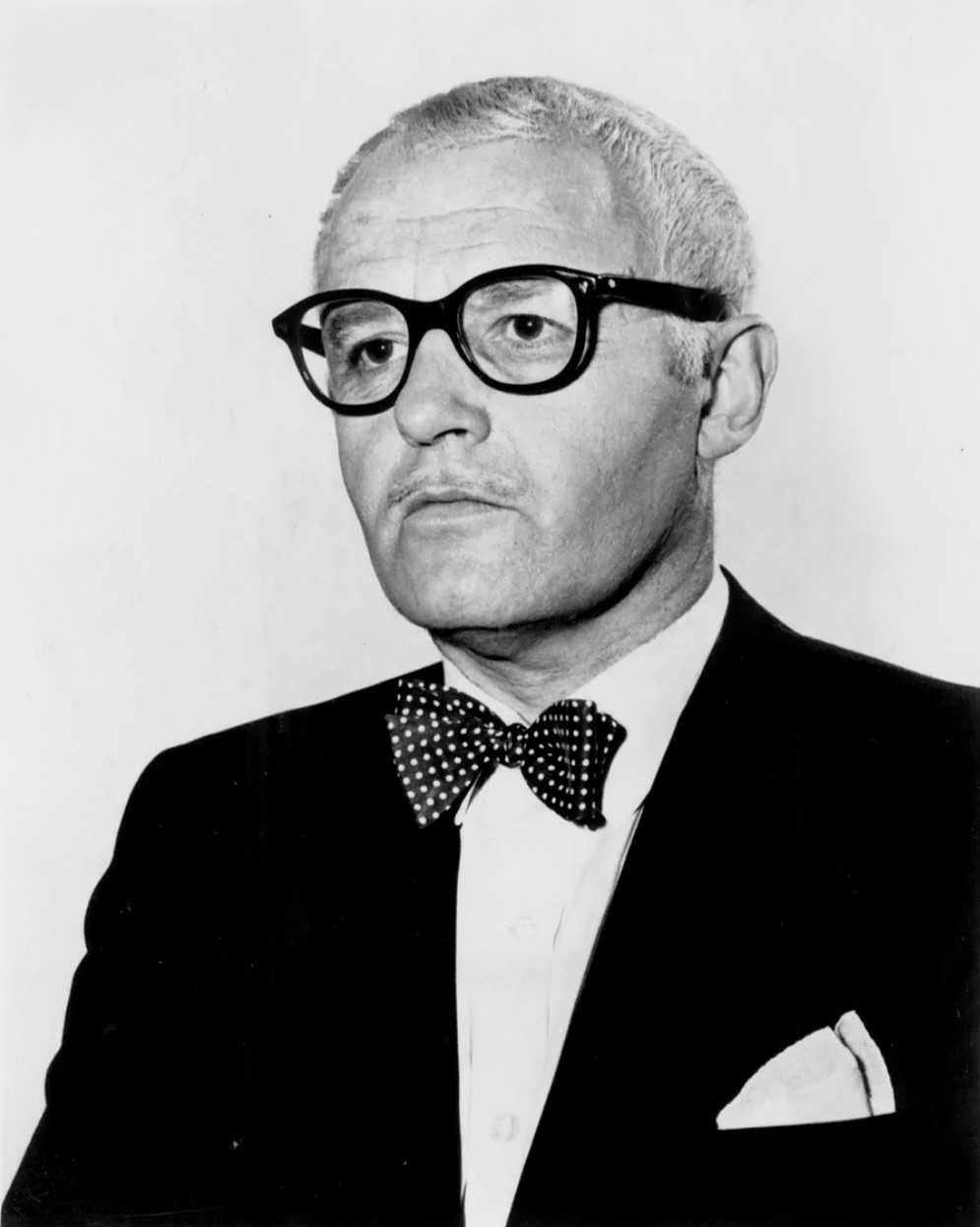
Rod Steiger
overleden in 2002

- 1228 - Stephen Langton (~78), Brits theoloog
- 1441 - Jan van Eyck (~51), Bourgondisch-Nederlands kunstschilder
- 1450 - Giovanni d'Alamagna, Italiaans schilder
- 1553 - Maurits van Saksen (32), keurvorst van Saksen
- 1572 - Nicolaas van Poppel (~40), r.k. priester en heilige; een van de 19 Martelaren van Gorcum
- 1572 - Antonius van Weert (50), r.k. priester en heilige; een van de Martelaren van Gorcum
- 1654 - Ferdinand IV (21), koning van het Heilige Roomse Rijk, Hongarije en Bohemen
- 1737 - Gian Gastone de' Medici (66), groothertog van Toscane
- 1746 - Filips V (62), koning van Spanje
- 1797 - Edmund Burke (68), Brits filosoof en staatsman
- 1843 - Washington Allston (64), Amerikaans kunstschilder
- 1845 - Jacob Hendrik van Rechteren van Appeltern (57), Nederlands politicus
- 1850 - Báb (30), Perzisch prediker
- 1850 - Zachary Taylor (65), twaalfde president van de Verenigde Staten
- 1856 - Amedeo Avogadro (79), Italiaans wetenschapper
- 1856 - Adrianus Blom (25), tot de galg veroordeelde Nederlands misdadiger
- 1880 - Paul Pierre Broca (56), Frans arts
- 1900 - Marie Adolphine (44), heilig verklaarde Rooms-Katholieke zuster
- 1903 - Alphonse Renard (60), Belgisch mineraloog
- 1930 - Vincenzo Vannutelli (93), Italiaans curiekardinaal
- 1932 - King Camp Gillette (77), Amerikaans uitvinder van het scheermesje
- 1935 - Pietro La Fontaine (74), Italiaans kardinaal-patriarch van Venetië
- 1936 - Oscar Van Schoor (63), Belgisch apotheker, esperantist en volkskundige
- 1942 - Johan Herman Jacobus Boerrigter (36), Nederlands verzetsstrijder
- 1942 - Johan Dons (27), Nederlands verzetsstrijder
- 1942 - Frans Heinekamp (44), Nederlands verzetsstrijder
- 1942 - Petrus Hoefsloo (49), Nederlands meubelkoopman, verzetsstrijder en oprichter verzetsgroep De Oranjewacht
- 1942 - Hendrik Maertens (34), Nederlands verzetsstrijder
- 1942 - George van der Ploeg (53), Nederlands verzetsstrijder
- 1942 - Leonardus Twijnstra (38), Nederlands verzetsstrijder
- 1942 - Petrus van de Wijer (53), Nederlands verzetsstrijder
- 1943 - Jacob Hamel (59), Nederlands zanger en dirigent
- 1943 - Han Hollander (56), Nederlands sportverslaggever
- 1955 - Don Beauman (26), Brits Formule 1-coureur
- 1955 - Adolfo de la Huerta (74), Mexicaans politicus
- 1962 - Georges Bataille (64), Frans auteur
- 1969 - Rob de Vries (51), Nederlands acteur
- 1974 - Sonia Gaskell (70), Nederlands choreografe en danspedagoge
- 1974 - Earl Warren (82), Amerikaans jurist
- 1977 - Alice Paul (92), Amerikaans vrouwenrechtenactiviste
- 1980 - Vinicius de Moraes (66), Braziliaans dichter, componist, diplomaat en journalist
- 1984 - Paulo Valentim (51), Braziliaans voetballer
- 1985 - Charlotte van Luxemburg (89), groothertogin van Luxemburg
- 1985 - Wout Steenhuis (62), Nederlands multi-instrumentalist en zanger
- 1993 - Jaap Meijer (80), Nederlands poëzieschrijver
- 1998 - Andy Furci (81), Amerikaans autocoureur
- 1999 - Karl Adam (75), Duits voetballer
- 2000 - Joe Sostilio (85), Amerikaans autocoureur
- 2001 - Arie van Vliet (85), Nederlands wielrenner
- 2002 - Rod Steiger (77), Amerikaans acteur
- 2005 - Jevgeni Grisjin (74), Russisch schaatser
- 2006 - Asdrúbal Fontes Bayardo (84), Uruguayaans Formule 1-coureur
- 2006 - Anton de Ridder (77), Nederlands zanger
- 2008 - Louise Thomassen à Thuessink van der Hoop van Slochteren (92), Nederlands edelvrouw (laatste adellijke bewoner van de Fraeylemaborg in Slochteren)
- 2010 - Valentina Zakoretska (63), Sovjet-Oekraïens parachutiste
- 2011 - Adriaan Bonsel (92), Nederlands fluitist en componist
- 2011 - Michael Burston (61), Brits gitarist
- 2011 - Facundo Cabral (74), Argentijns singer-songwriter
- 2012 - Lol Coxhill (79), Brits saxofonist
- 2013 - Tin Plomp (67), Nederlands burgemeester
- 2013 - Andrea Veneracion (84), Filipijns musicus en dirigent
- 2015 - Ton Hardonk (79), Nederlands burgemeester
- 2016 - Víctor Barrio (29), Spaans stierenvechter
- 2016 - Ernest Brenner (84), Luxemburgs voetballer
- 2016 - Gladys Hooper (113), Brits supereeuwelinge
- 2016 - Jan Kaptein (90), Nederlands ondernemer
- 2016 - Jackie McInally (79), Schots voetballer
- 2016 - Silvano Piovanelli (92), Italiaans kardinaal
- 2017 - Miep Diekmann (92), Nederlands schrijfster
- 2017 - Jack Shaheen (81), Amerikaans hoogleraar en adviseur over het Midden-Oosten
- 2018 - Peter Carington (99), Brits minister en secretaris-generaal van de NAVO
- 2018 - Michel Tromont (81), Belgisch politicus
- 2018 - Jean Toche (85), Belgisch-Amerikaans kunstenaar en dichter
- 2018 - Hans Günter Winkler (91), Duits springruiter
- 2019 - Ross Perot (89), Amerikaans politicus en miljardair
- 2019 - Fernando de la Rúa (81), president van Argentinië
- 2019 - Rip Torn (88), Amerikaans acteur
- 2021 - Paul Mariner (68), Engels voetballer
- 2021 - Jehan Sadat (87), Egyptisch mensenrechtenactiviste
- 2022 - Gerrit Hensens (92), Nederlands burgemeester
- 2022 - L.Q. Jones (94), Amerikaans acteur en filmregisseur
- 2022 - Barbara Thompson (77), Brits jazzmuzikante en -componiste
- 2023 - Porfirio Muñoz Ledo (89), Mexicaans politicus
- 2023 - Luis Suárez (88), Spaans voetballer
- 2024 - Jim Inhofe (89), Amerikaans politicus
- 2024 - Marcel Schimscheimer (60), Nederlands basgitarist en muziekproducer
- 2024 - Jerzy Stuhr (77), Pools acteur en regisseur
- 2025 - Henk van Meteren (81), Nederlands voetballer

## Viering/herdenking

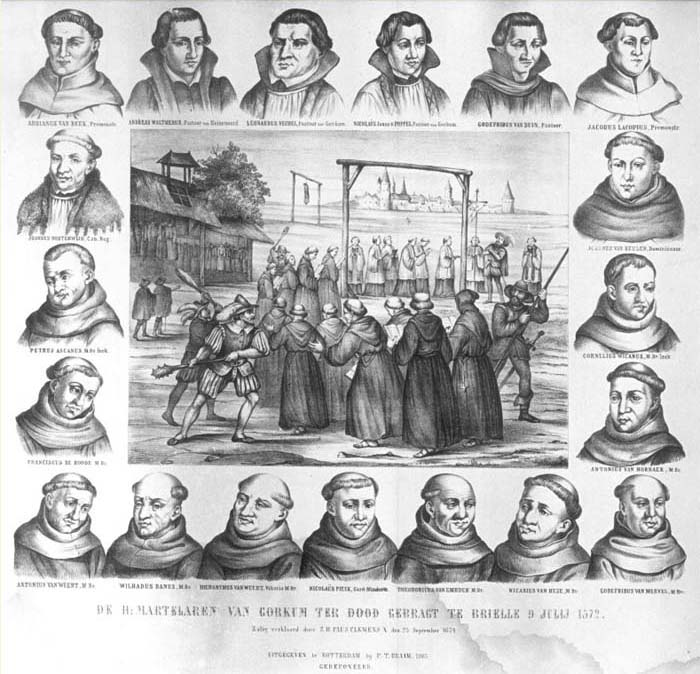
Martelaren van Gorcum

- Argentinië - Onafhankelijkheidsdag (1816)
- Zuid-Soedan - Onafhankelijkheidsdag (2011)
- Palau - Dag van de Grondwet (1980)
- Rooms-Katholieke kalender:
  - Heilige Martelaren van Gorcum - Feest in Nederland en Vrije gedachtenis in Vlaanderen
  - Heilige Agilulf (van Keulen) († 750)
  - Heilige Martelaren van China: Augustine Zhao Rong († 1815)
  - Heilige Pauline van het Kwellende Hart van Jezus († 1942)
  - Zaligen Martelaressen van Orange († 1794)
  - Zalige Adrian Fortescue († 1539)
  - Heilige Maria Amandina Jeuris († 1900) - Gedachtenis in Vlaamse bisdommen

## Weerextremen

### Nederland
| | Officiële records | Officiële records | Officiële records |      | Landelijke records | Landelijke records | Landelijke records       |
| Gebeurtenis | Jaar              | Extreem           | Locatie           | Jaar | Extreem            | Locatie            |                          |
| --- | ----------------- | ----------------- | ----------------- | ---- | ------------------ | ------------------ | ------------------------ |
| Laagste etmaalgemiddelde temperatuur (°C) | 1969              | 11,6              | De Bilt           |      | 1913               | 10,9               | Eelde                    |
| Hoogste etmaalgemiddelde temperatuur (°C) | 1941              | 25,1              | De Bilt           |      | 1959 2010          | 27,3 27,3          | Twenthe Arcen, Eindhoven |
| Laagste minimumtemperatuur (°C) | 1949              | 5,6               | De Bilt           |      | 1973               | 4,5                | Twenthe                  |
| Hoogste minimumtemperatuur (°C) | 1941              | 18,0              | De Bilt           |      | 2010               | 20,1               | Vlissingen               |
| Laagste maximumtemperatuur (°C) | 1917              | 14,7              | De Bilt           |      | 1910               | 13,7               | De Kooy                  |
| Hoogste maximumtemperatuur (°C) | 2010              | 34,4              | De Bilt           |      | 1959 2010          | 36,2 36,2          | Gilze-Rijen Arcen        |
| Hoogste uurgemiddelde windsnelheid (m/s) | 1922              | 12,9              | De Bilt           |      | 2014               | 21,0               | Hoek van Holland         |
| Hoogste windstoot (m/s) | 1959              | 23,7              | De Bilt           |      | 2014               | 25,0               | Hoek van Holland         |
| Langste zonneschijnduur (uur) | 1999              | 15,2              | De Bilt           |      | 1955               | 15,6               | De Kooy                  |
| Langste neerslagduur (uur) | 2008              | 8,9               | De Bilt           |      | 2020               | 21,2               | Stavoren                 |
| Hoogste etmaalsom van de neerslag (mm) | 1956              | 18,2              | De Bilt           |      | 1995               | 84,0               | Hoorn Terschelling       |
| Laagste etmaalgemiddelde relatieve vochtigheid (%) | 1941              | 51                | De Bilt           |      | 1941               | 45                 | Maastricht               |
| Laagste uurwaarde luchtdruk op zeeniveau (hPa) | 2000              | 989,7             | De Bilt           |      | 2000               | 987,3              | De Kooy                  |
| Hoogste uurwaarde luchtdruk op zeeniveau (hPa) | 1911              | 1031,2            | De Bilt           |      | 1911               | 1031,9             | De Kooy, Vlissingen      |
| Officiële records worden altijd gemeten op het KNMI-weerstation in De Bilt. Landelijke records kunnen worden gemeten op elk officieel KNMI-weerstation in Nederland. |                   |                   |                   |      |                    |                    |                          |

Uitzonderlijke gebeurtenissen
- 1977 - Officieel hoogste minimumtemperatuur in °C van het jaar gemeten in De Bilt: 16,9
- 1981 - Officieel hoogste minimumtemperatuur in °C van het jaar gemeten in De Bilt: 17,8. Samen met 7 augustus
- 1982 - Eerste officiële tropische dag van het jaar (maximumtemperatuur ≥ 30 °C in De Bilt)
- 1989 - Een neerslagstation in De Haukes meet 128 mm[7]
- 2023 - Officieel hoogste minimumtemperatuur in °C van juli dit jaar gemeten in De Bilt: 17,4
- 2023 - Landelijk hoogste minimumtemperatuur in °C van juli dit jaar gemeten in Maastricht: 19,5
- 2023 - Landelijk hoogste maximumtemperatuur in °C van het jaar gemeten in Arcen: 34,8 (voorlopig)
- 2023 - Landelijk hoogste maximumtemperatuur in °C van juli dit jaar gemeten in Arcen: 34,8
- 2023 - Landelijk hoogste etmaalsom van de neerslag in mm van juli dit jaar gemeten in Twenthe: 35,1

### België
Dagrecords
- 1850 - Laagste etmaalgemiddelde temperatuur 10,9 °C
- 1959 - Hoogste etmaalgemiddelde temperatuur 27,6 °C
- 1929 - Laagste minimumtemperatuur 5,4 °C
- 1959 - Hoogste maximumtemperatuur 35,4 °C
- 1972 - Hoogste etmaalsom van de neerslag 26 mm

Uitzonderlijke gebeurtenissen
- 1956 - Maximumtemperatuur van 31,1 °C in Ukkel. 's Anderendaags nog slechts 15,5 °C.
- 1959 - Temperatuurmaxima van 33,3 °C in Rochefort en 35,7 °C in Eeklo.
- 1972 - Hagelstenen tot 5 centimeter in de streek van Geldenaken en Tienen
- 1981 - In 2 uur tijd 65 mm neerslag in Geel.
- 1984 - Hevige onweders met grote hagelstenen brengen schade aan serres en moestuinen in Oost-Vlaanderen en in Antwerpen.

<< · 1 · 2 · 3 · 4 · 5 · 6 · 7 · 8 · 9 · 10 · 11 · 12 · 13 · 14 · 15 · 16 · 17 · 18 · 19 · 20 · 21 · 22 · 23 · 24 · 25 · 26 · 27 · 28 · 29 · 30 · 31 · >>